# Tremotylium sprucei
Tremotylium sprucei är en lavart som beskrevs av Müll. Arg. 1895. Tremotylium sprucei ingår i släktet Tremotylium och familjen Thelotremataceae.   Inga underarter finns listade i Catalogue of Life.